# Enver Hoxha
Enver Halil Hoxha (albanskt uttal: [ɛnˈvɛɾ ˈhɔdʒa], lyssna (fil)), född 16 oktober 1908 i Gjirokastra i Osmanska riket, död 11 april 1985 i Tirana i Albanien, var en albansk kommunistisk politiker. Som generalsekreterare i Albaniens arbetarparti 1943–1985 var han Albaniens statschef från andra världskrigets slutskede fram till sin död. Formellt var han ordförande i ministerrådet (statsminister) 1944–1954. Hoxha var ledare för massrörelsen Demokratiska fronten och överbefälhavare för sitt lands väpnade styrkor.
Han ledde de albanska partisanerna under den italienska och tyska ockupationen. Efter kriget skapade han en stalinistisk diktatur som isolerade Albanien från omvärlden och industrialiserade det feodala jordbrukssamhället. Albanien utropades till världens första ateistiska stat 1967 och ett förbud mot religionsutövning infördes 1976. Under Hoxhas styre blev oppositionella och religiösa personer förföljda, en personkult utvecklades kring honom och olovlig utresa från landet kunde straffas med döden. Tortyr, dödsstraff och arbetsläger var ett utbrett bruk. Regimen avrättade minst 5 000–6 000 politiska fångar och hålls ansvarig för upp till 100 000 dödsfall.
Hoxha var mycket misstrogen mot grannländerna på Balkanhalvön och de så kallade revisionistiska kommuniststaterna. Han fruktade ständigt en invasion från Jugoslavien och Sovjetunionen. Efter den kinesisk-sovjetiska brytningen på 1960-talet valde Hoxha att närma sig Kina och Albanien trädde ut ur Warszawapakten. Fram till den kinesisk-albanska brytningen 1978 var Hoxhas politik inspirerad av maoismen.
Hoxha var den längst sittande statschefen i östblocket med närmare 41 år vid makten.

## Bakgrund och utbildning

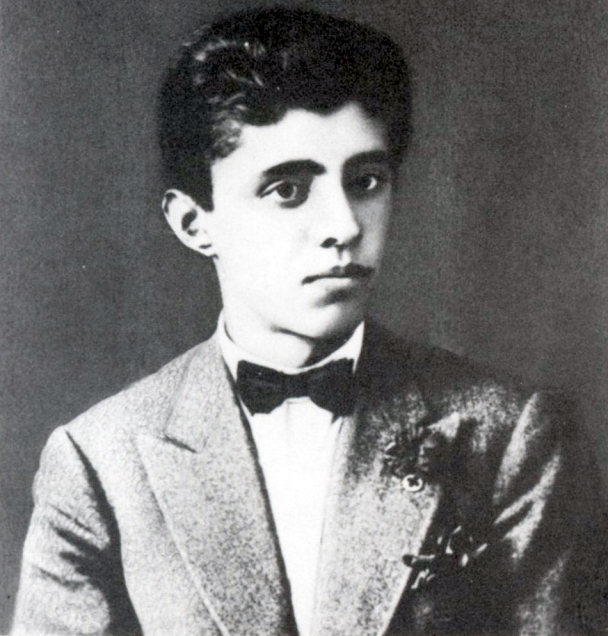
Enver Hoxha vid 18 års ålder.

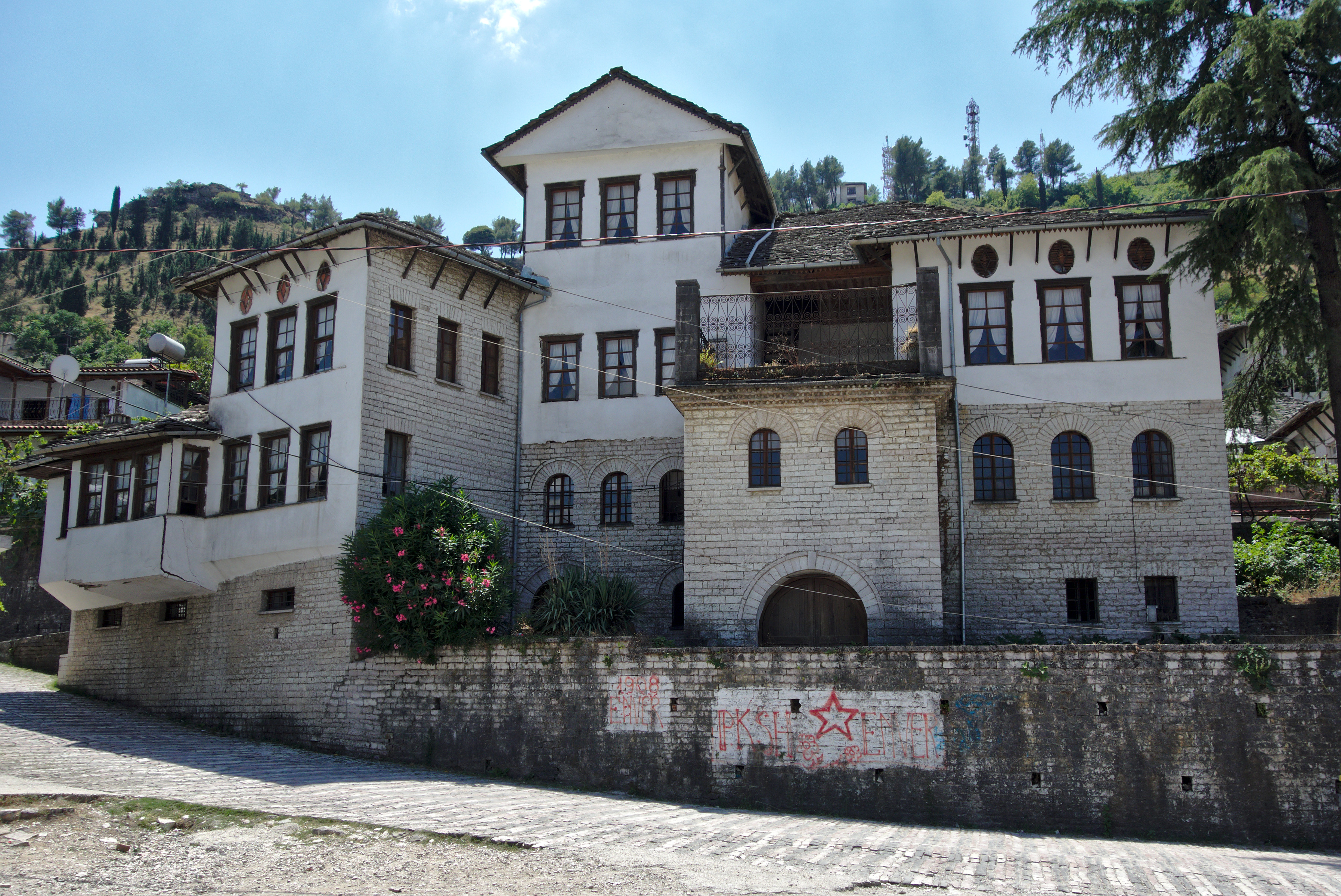
Enver Hoxhas barndomshem i Gjirokastra.

Enver Hoxha var född i Gjirokastra, som då var en del av Osmanska riket och känt under sitt turkiska namn Ergiri. Staden ligger 30 km nordväst om gränsen mot Grekland och har en stor grekisk minoritet. År 1914 fungerade staden som huvudstad för den autonoma republiken Nordepirus, som utropades av grekerna i området. Albanerna i Gjirokastra är övervägande tosker. Den viktigaste skillnaden mellan tosker och geger är deras respektive dialekter och traditionella levnadssätt, och i mindre grad i deras religion; ortodox och katolsk kristendom och islam har generellt sett samexisterat under fredliga förhållanden i Albanien.
Fadern Halil Hoxha var en toskisk muslimsk markägare som enligt olika källor var antingen klädhandlare eller apotekare. Han reste mycket i Europa och USA och bodde periodvis utomlands. Han hade fem barn med Gjylihan, också kallad Gjylo. Farfadern Beqir Hoxha stödde Prizrenförbundet. Släktnamnet Hoxha var ursprungligen en hederstitel, från turkiskans hoca som betyder 'läromästare', som tilldelades hans förfäder för deras insatser att sprida islamisk tro i Albanien. Sitt förnamn Enver fick han efter Enver Pascha, som var en av de ledande i den ungturkiska revolutionen 1908.
Enver Hoxhas största inspiration i barndomen kom från farbror Hysén Hoxha, ”en ateist, främlingsfientlig person och orubblig nationalist”. Albanien vann sin självständighet från osmanerna efter det första balkankriget 1912–1913. Hoxha slutförde grundskoleutbildningen i hembyn och blev som 16-åring medlem och sekreterare i Gjirokastras studentråd. Studentrådet genomsyrades av en demokratisk och upprorisk anda och Hoxha ledde protesten mot regeringen till dess att studentrådet lades ned efter bara ett år. Vid denna tid började albanska intellektuella, som hade studerat i Wien, Belgrad och Rom, att sprida radikala idéer i Albanien.
Efter grundskolan lämnade han Gjirokastra för att studera vid den franskspråkiga gymnasieskolan i Korça. Det antas att han utvecklade mycket av sin politiska grundsyn under denna period. Han ska ha varit mycket fascinerad av de franska och ryska revolutionerna. Efter examen 1930 erhöll han ett statsstipendium för att studera vid Montpelliers universitet i Frankrike. Hoxha studerade naturvetenskap och deltog i möten som anordnades av Franska kommunistpartiet. På grund av ett bristande intresse för biologi hoppade han av efter bara ett år och flyttade till Paris för att studera juridik och filosofi. Han studerade en tid filosofi vid Sorbonnes universitet och fick samtidigt undervisning i juridik av Llazar Fundo, men fullföljde aldrig studierna. Under sin tid i Paris skrev han flera artiklar för den kommunistiska dagstidningen L’Humanité om situationen i Albanien. Artiklarna blev senare en bidragande orsak till att han inte erhöll ett nytt statsstipendium efter november 1933.

## Partisaner och frigörelse

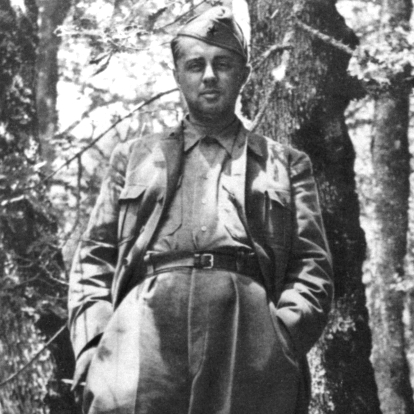
Enver Hoxha som partisan 1944.

Efter att han avslutat studierna 1934, reste Hoxha till Bryssel i Belgien där han under två års tid arbetade som privatsekreterare åt den albanske konsuln. Under denna period studerade han juridik och fortsatte att skriva för L’Humanité. Då hans republikanska och kommunistiska sympatier avslöjades 1936, tvingades han att frånträda sin befattning vid konsulatet.
Efter ett kort uppehåll i hembyn anställdes han som lärare i franska vid sin gymnasieskola i Korça. Utöver att vara flytande i franska, hade studierna gett Hoxha grundläggande kunskaper i italienska, serbokroatiska, engelska och ryska. Han skulle senare bli beskriven som ”den avgjort mest språkmäktige statschefen i Östeuropa”. Efter Italiens invasion av Albanien 1939, och kung Zog den förstes landsflykt samma år, tvingades alla offentliganställda att registrera sig som medlemmar i Albanska fascistpartiet. Hoxha vägrade detta, och han tvingades därför lämna sin läraranställning. Han flyttade till Tirana där han öppnade en tobaksaffär. Därifrån drev han också en underjordisk kommuniströrelse. När hans aktiviteter avslöjades 1941 stängdes affären, och han måste fly till bergen.
Han tog emot hjälp från de jugoslaviska partisanerna i november 1941 och grundade Albaniens kommunistiska parti, som 1948 bytte namn till Albaniens arbetarparti. Hoxha valdes till medlem av den sju man starka centralkommittén och till redaktör för partitidningen Zëri i Popullit, ”Folkets Röst”. Den albanska motståndsrörelsen organiserades på allvar 1942. Vid kommunistpartiets första kongress i mars 1943 gavs Hoxha förtroende och valdes till partiets förstesekreterare, en post som han innehade fram till sin död. Kort tid efter grundandet av kommunistpartiet grundades också den antikommunistiska, nationalistiska och republikanska rörelsen Balli Kombëtar, ”Nationella fronten”. Balli Kombëtar betraktade kommunisterna som medlöpare till Jugoslavien och den var i början den största motståndsrörelsen.
De albanska partisanerna blev i juli 1943 organiserade i Albaniens nationella frigörelsearmé som tog emot stöd från den hemliga brittiska militärenheten SOE. Efter att Italien ingått en vapenvila med de allierade hösten 1943 ockuperades Albanien av Tyskland, som fruktade att de allierade skulle kunna använda Albanien som landningsplats för en invasion av Balkanhalvön. Den albanska motståndsrörelsen utvidgades i augusti 1943 till att omfatta Kosovo och delar av Grekland. Den tyska ockupationsmakten ställde sig positiv till idén om ett Storalbanien. Denna syn fann gillande hos Nationella fronten, något som bara stärkte kommunisternas position i motståndsrörelsen. Kommunisterna exkluderade Kosovo och delar av Grekland för att blidka jugoslaverna, men med protester från Nationella frontens sida. Kommunisterna tog tillfället i akt att ta ledningen över motståndsrörelsen.
Efter förebild från Jugoslavien sammanträdde Antifascistiska kommittén för nationell befrielse i maj 1944 i Përmeti, och Hoxha valdes till ordförande. Kommittén förklarade sig som Albaniens legitima regering efter ett möte den 22 oktober i Berati, och Hoxha valdes till tillfällig ordförande i ministerrådet (statsminister).
De tyska styrkorna drog sig tillbaka från Albanien och frigörelsearmén tog över makten i landet i november 1944. Efter att de tyska styrkorna lämnat landet, drog Hoxha och flera albanska partisaner till Jugoslavien, för att tillsammans med jugoslaver och sovjeter bekämpa tyskarna där. Nationella frigörelsearmén ombildades i augusti 1945 till massrörelsen Demokratiska fronten som blev det enda tillåtna partiet. Monarkin avskaffades formellt då Folkrepubliken Albanien proklamerades den 11 januari 1946. Som kommunistpartiets förste sekreterare var Hoxha statschef. Den nya regimen dominerades av tosker från södra Albanien, som präglades av stora jordegendomar, utländskt förtryck och social fattigdom och där fick kommunismen en stor genomslagskraft hos befolkningen.

## Albaniens statschef

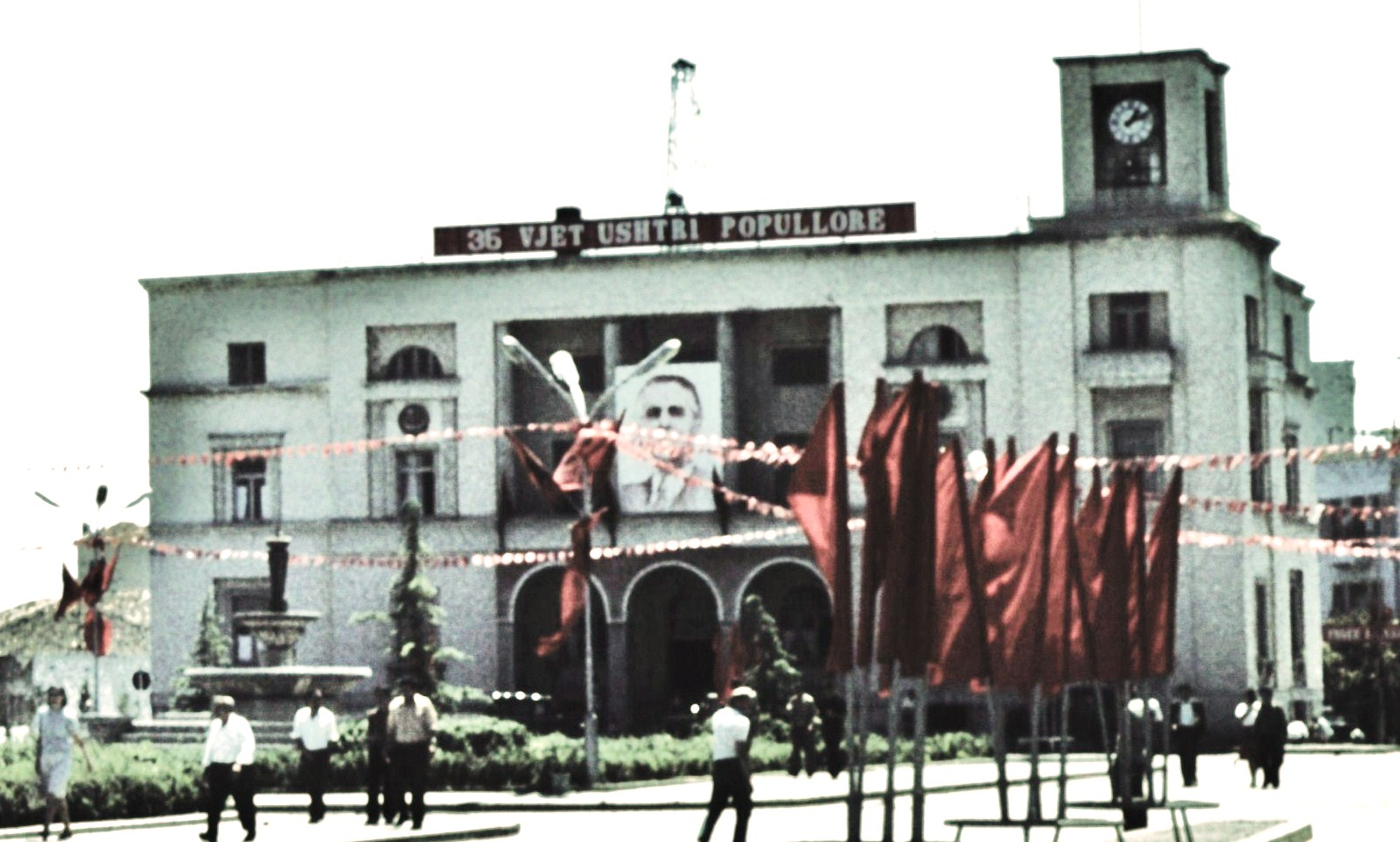
Offentlig byggnad med ett hängande porträtt av Enver Hoxha i Durrësi 1978.

### Ekonomisk och social politik
Då Hoxha tog över makten var den förväntade levnadsåldern i Albanien 40 år och analfabetismen uppskattades till 80–85 procent. För hela landets landsbygd uppskattades den 1939 till 90–95 procent. Hoxha var inspirerad av sovjetisk planekonomi och minskade jordägarnas andel av jordbruksarealen i Albanien från 52 procent till 16 procent genom expropriation 1946. Jordbruket kollektiviserades 1955 men var fortfarande mycket arbetsintensivt och Hoxha lyckades aldrig göra Albanien självförsörjande på livsmedel.
Albanien har efter Norge Europas största potential för utbyggnad av vattenkraft, vilket lagt grunden till industrialiseringen. Med utgångspunkt i mineralutvinning, som i likhet med all industri nationaliserades 1944, byggde regimen upp en relativt mångsidig industri. Hoxhas initiativ var möjliga att realisera med bistånd från Sovjetunionen och Kina, en låg levnadsstandard och export som gav hårdvaluta. I slutet på 1980-talet stod industrin för mer än hälften av Albaniens BNP. Vid samma tid stagnerade utrikespolitisk isolering kapitaltillförseln till industrin, som blev teknologiskt föråldrad och gav mindre exportintäkter. Militära och sociala utgifter ökade. Trots industrialiseringen var Albanien fortfarande det fattigaste och mest isolerade landet i Östeuropa. Privatbilism var förbjudet; 1989 fanns inte mer än 2 000 bilar på en befolkning av 3 miljoner invånare.
En sida av industrialiseringen var utbyggnaden av skolväsendet, hälsovården och andra offentliga verksamheter. Sjukdomar som malaria, difteri, tuberkulos och syfilis var mycket utbredda i befolkningen. Alla skolor nationaliserades och skolgång för alla i åldern 12 till 40 år påbjöds. Analfabetismen minskade till 30 procenten av befolkningen 1950 och var på samma nivå som i västvärlden 1985. Ökad levnadsstandard, radikalfeminism, privilegier för stora barnfamiljer, förbud mot preventivmedel och en restriktiv abortlagstiftning bidrog till att öka folkmängden i Albanien från omkring 1 miljon 1944 till omkring 3 miljoner 1985 och förändrade kvinnans ställning i det dittills mansdominerade samhället. Kvinnor utgjorde 1989 omkring hälften av arbetsstyrkan i landet.

### Kulturella och religiösa förändringar
Hoxhas regim präglades av en doktrinär marxism–leninism. Hoxha hade en stark ideologisk föreställning om att proletariatets diktatur inte skulle avvecklas förrän klasskampen tydligt var över, eftersom alla alternativ till proletariatets diktatur bara var ett uttryck för utbrytarnas eller utsugarnas ideologier. Han menade också att klasskampen vore hotad om proletariatets diktatur skulle avvecklas innan kommunismen hade segrat över hela världen. Ett annat uttryck för den doktrinära marxismen var Hoxhas förbud mot religionsutövning. Hoxha förklarade 1967 att ”Albanien är världens första ateistiska stat, vars enda religion är albanismen”, ett uttryck lånat från Pashko Vasa, som var en poet under det albanska nationella uppvaknandet på slutet av 1800-talet.
Mellan åren 1961 och 1971 initierade Hoxha en så kallad statsreformation och kulturrevolution i Albanien. Kulturrevolutionen var tydligt inspirerad av den kinesiska kulturrevolutionen och kan ses som den toskfödde Hoxhas uppgörelse med gegernas språk, kultur, religion och sociala organisation. Toskiska dialekter fick företräde. Gegernas stamsamhälle, där bönderna i övervägande grad var herdar, var svårare att mobilisera till stöd för regimen. Det katolska inslaget var större bland gegerna än toskerna. Katolska präster blev genast anklagade för att ha varit italienska spioner under kriget. Hoxha fördömde blodshämnd, som var mest utbredd bland de kristna gegerna, som ett ”primitivt feodalt skick”. Regimen statuerade exempel genom att avrätta stamöverhuvuden och bestraffa kollektivt.
Kulturrevolutionen innebar också stränga regler för albanernas livsstil för att på så sätt komma närmare till vad Hoxha ansåg som den fulländade människan – fysiskt och intellektuellt. Morgongymnastik blev obligatorisk. ”Skägg och långt hår förbinder albanerna med det gamla patriarkala samhället. Korta kjolar och slängbyxor förbinder de med västlig liberalism”, skrev Espen Haavardsholm om reglerna kring kläder och utseende. Västliga kulturuttryck förbjöds också till förmån för socialistisk realism, men en del klassisk litteratur, särskilt italiensk, översattes till albanska enligt Hoxhas önskemål. Många albaner lyssnade i hemlighet på radio och TV från Italien och Grekland, men sändningarna tjänade ofta som bevis på Hoxhas påstående om att grannländerna ignorerade Albanien. Då många albanska familjer inte ägde någon teveapparat valde många att gå på bio. Mellan åren 1950 och 1990 visades fyrahundra utländska spelfilmer, varav 20 procent var italienska. Maffia- och terrorfilmer tjänade till att belysa kapitalismens ondska. I motsats till Josef Stalin och Josip Broz Tito porträtterades Hoxha aldrig i hemliga spelfilmer.

### Utrikespolitik
Relationerna till Jugoslavien svalnade snabbt, eftersom Tito menade att Albanien borde ingå i Jugoslavien. Den främste albanske förespråkaren för ett tätt ekonomiskt samarbete med Jugoslavien var Koçi Xoxe. Hoxha såg avtalen med Jugoslavien som ett hot mot Albaniens suveränitet, på samma sätt som avtalen med Italien före kriget hade varit. Hoxhas politik fördömdes som opportunistisk av jugoslaverna, vilka menade att Albanien inte skulle kunna ingå i avtal med andra stater utan Jugoslaviens samtycke. Xoxe beskyllde Hoxha för fiendskapen med Jugoslavien och försökte störta honom 1948. Hoxha säkrade sin ställning samma år, då Jugoslavien bröt med Sovjetunionen. Han tog tillfället i akt att förklara alla avtal med Jugoslavien som ogiltiga och utvisade alla jugoslaver från landet. Xoxe uteslöts ur partiet och avrättades.
Albanien gick med i Comecon och Warszawapakten. I och med Stalins död 1953 utlystes landssorg i Albanien. Hoxha fick befolkningen i Tirana att mötas upp på Skanderbegtorget, få dem att gå på knä och avlägga ett tvåtusen ord långt trohetslöfte till deras ”älskade far och store frigörare”. Hoxha såg med misstro på Nikita Chrusjtjovs politik om fredlig samexistens med kapitalismen, försoningen med Jugoslavien och den så kallade avstaliniseringen. Försoningen med Jugoslavien 1955 uppfattades som att Sovjetunionen hade en likgiltig hållning till Albaniens säkerhet. Chrusjtjovs krav på större autonomi för greker i Albanien styrkte det antagandet.
På sin sida nekade Albanien att ge upprättelse åt Koçi Xoxe. Hoxha lät sig bli djupt provocerad över Chrusjtjovs plan för Comecon, där Albanien i huvudsak var tilltänkt att bli en semesterdestination och råvaruproducent. Chrusjtjov ska ha sagt under ett besök 1959 att Albanien borde koncentrera sig på att odla apelsiner för export. 1960 sade Mehmet Shehu till Anastas Mikojan att ”Stalin gjorde två fel. För det första dog han för tidigt. För det andra likviderade han inte hela den nuvarande sovjetiska ledningen”. Året efter gick Hoxha och Chrusjtjov i en öppen verbal konfrontation med varandra på sina respektive partikongresser. Albanien blev uteslutet från Comecon och Warszawapakten. Albanien bröt alla förbindelser med Warszawapakten efter invasionen av Tjeckoslovakien 1968. I sina memoarer kallade Chrusjtjov det albanska ledarskapet för ett ”monster” och lade skulden till brytningen med Sovjetunionen på deras ”fruktan för demokratisering”. Hoxha fortsatte att närma sig Kina som han hade inlett på 1950-talet.
Mao Zedong betecknade Albanien som ”socialismens fyrtorn i Europa” och ”Kinas västerländska brohuvud”. Relationerna stagnerade då Kina började bryta sin internationella isolering i det tidiga 1970-talet. Richard Nixon tog initiativ till en normalisering av de kinesisk-amerikanska relationerna, något som väckte ilska hos det albanska ledarskapet och minskade Kinas intresse för Albanien. Detta tilltog efter Maos död 1976. Ideologiskt tog Hoxha starkt avstånd från Maos teori om ”de tre världarna”. I gengäld minskades Kinas ekonomiska och militära bistånd till Albanien kraftigt 1976. Albanien öppnade handelsförhandlingar med Frankrike och Italien samt med asiatiska och afrikanska stater, och normaliserade sina relationer med Jugoslavien och Grekland 1971. Hoxhas öppna kritik mot Kinas utrikespolitik var en utlösande orsak till den kinesisk-albanska brytningen 1978. Sovjetiska och amerikanska framstötar ignorerades av Hoxha och Albanien fann ingen ny stormakt att samarbeta med.
Före brytningen med Kina på 1970-talet uttryckte många maoister entusiasm för Hoxhas regim. I den norska ml-rörelsen hade Hoxha en särskild hög status i det maoistiska AKP(m-l). Norrmännen drog paralleller mellan Norge och Albanien vad gäller historia, natur och kultur. Inresa till landet var strängt reglerat men en del norska kommunister fick besöka landet under ledning av Vennskapssambandet Norge–Albania. AKP(m-l) tog avstånd från Hoxhas politik 1979. I sin uppgörelse med den albanska regimen skrev Finn Sjue i AKP(m-l) att Hoxha, Shehu och Hysni Kapo hade ”degenererat till borgerliga härskare”. Grupper som Kommunistisk Arbeiderforbund (Kommunistiska arbetarförbundet) och Marxist-leninistisk forbund (Marxist-leninistiska förbundet) valde att stödja Albanien efter brytningen med Kina.

### Försvarspolitik
Hoxhas regim lämnade efter sig 700 000 bunkrar i det albanska landskapet. De flesta byggdes mellan 1967 och 1986 som ett led i Hoxhas försvarsstrategi, i synnerhet mot Jugoslavien. Antalet motsvarar en bunker för var fjärde alban och i genomsnitt 24 bunkrar per kvadratkilometer. Bygget kostade runt två procent av Albaniens BNP. Det är en dubbelt så hög kostnad och tre gånger så mycket betong som vid bygget av den franska Maginotlinjen.
Civilbefolkningen blev tvungen att delta i övningar minst två gånger i månaden och barn ned till 12-årsåldern fick vapenträning. I efterhand har bunkrarna blivit betraktade som ett uttryck för Hoxhas paranoia och utrikespolitiska isolering. Under de sista tjugo åren av sitt liv reste Hoxha aldrig utomlands.
I mitten av 1970-talet utgjorde försvarsutgifterna 11,5 procent av Albaniens BNP och landet hade en stående här på 65 000 man och en reserv på 100 000 man.

### Förföljelser
Kommunistregimen i Albanien avrättade minst 5 577 manliga och 450 kvinnliga politiska fångar. Bara under de första tio åren, från 1945 till 1955, fanns närmare 80 000 personer i 40 fängelser och fångläger. 16 000 av dem beräknas ha avlidit enligt en rapport från det amerikanska utrikesdepartementet till FN:s ekonomiska och sociala råd 1955. Regimen hålls ansvarig för upp till 100 000 dödsfall.
I spetsen för den totalitära statens maktapparat stod den hemliga polisen Sigurimi och dess nätverk av angivare. I mitten av 1970-talet hade den hemliga polisen närmare 5 000 uniformerade anställda. Tortyr under förhör och godtyckligt fängslande var väldigt utbrett. Albanien strafflagar fastställde dödsstraff på 34 punkter, varav 12 politiska och 11 militära. Försök att fly från landet kunde straffas med döden. Dödsstraff fullbordades genom arkebusering och i några fall genom hängning. I sin årsrapport för 1974 skrev Amnesty International att det finns en stark grund till att tro att Albanien hade Europas största antal politiska fångar i förhållande till sitt befolkningsantal. Många blev förföljda av etniska eller religiösa skäl. Mellan 1945 och 1968 blev uppskattningsvis 200 religiösa ledare fängslade eller avrättade. 1983 var 20 000 grekalbaner inspärrade i fångläger, enligt en rapport till Europaparlamentet.
Från 1949 började albanska flyktingar och migranter i Egypten, Italien och Grekland att sympatisera med kung Zog I, rekryterade av amerikansk och brittisk underrättelsetjänst. Hundratals infiltratörer anlände till Albanien 1950 och 1952 men dödades eller tillfångatogs.
Hoxha beordrade utrensningar i Albaniens arbetarparti i flera omgångar, något som ofta sammanföll med utrikespolitiska förändringar. När Albanien och Sovjetunionen bröt med Jugoslavien 1948 blev uttalade projugoslaviska partimedlemmar avrättade. Ungefär en fjärdedel av medlemsantalet uteslöts. Efter upproret i Ungern och den delvisa försoningen mellan Jugoslavien och Sovjetunionen 1955-1956 blev flera projugoslaviska och prosovjetiska partimedlemmar förföljda. Under tidigt 1960-tal riktades förföljelserna i partiet mot de resterande av Moskvaorienterade medlemmar. Mehmet Shehu sade på partikongressen 1961 att oppositionella skulle tilldelas "en spottloska på sin kind, ett slag på sin käke och, om nödvändigt, en kula i sitt huvud".
1974 blev försvarsminister Beqir Balluku och flera officerare anklagade för att ha planlagt en statskupp och avrättades.
1981 dog Mehmet Shehu under oklara omständigheter, enligt officiella uppgifter av självmord som följd av en depression. Senare blev han anklagad av Hoxha för att ha spionerat för en rad främmande makter. Shehu begick troligen självmord eller avrättades på order av Hoxha på grund av meningsskiljaktigheter kring utrikespolitiken. Efter Shehus död blev flera ministrar avrättade eller dömda till långa fängelsestraff för spionage. Andra blev tvungna att frånträda sina poster. Flera av Shehus släktingar blev också förföljda. Mehmet Shehus kvarlevor påträffades i en omärkt grav först 2001 och flyttades till en gravplats i Tirana.
1982 försökte fyra albanska flyktingar ta sig in i Albanien med båt från Italien med avsikt att döda Hoxha. Tre steg i land i Albanien där två av dem dödades medan Halit Bajrami arresterades. Bajrami släpptes på fri fot efter att ha vittnat mot den avsatte försvarsministern Kadri Hazbiu och gick åter i landsflykt. Operationen kan ha varit iscensatt av Hoxha som en förevändning att förfölja Hazbiu och flera andra ministrar, vilka avrättades.

## Död och efterföljare

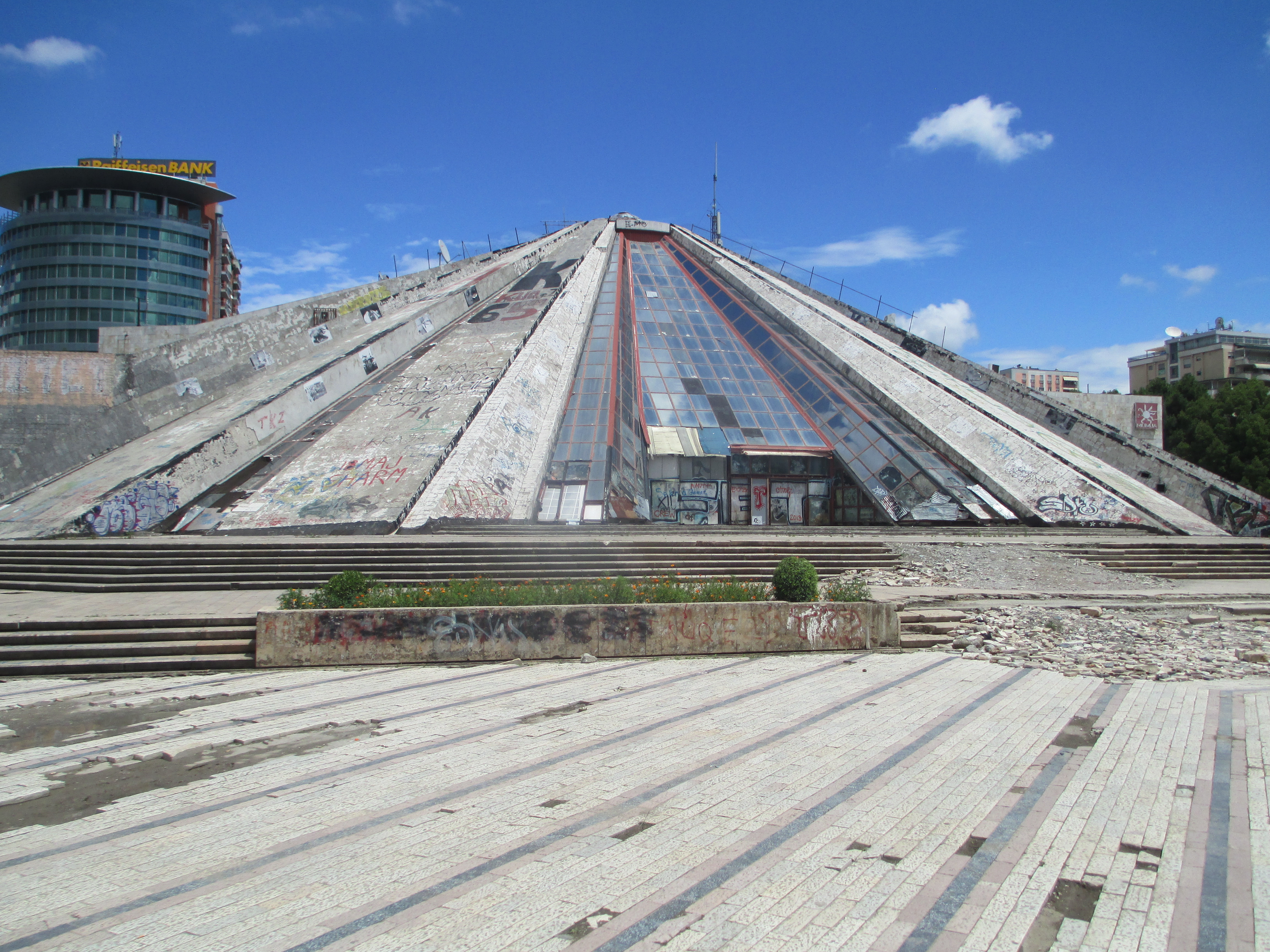
Det nu förfallna Enver Hoxha-museet ”Pyramiden” i Tirana öppnades 1988.

Hoxha hade lidit av diabetes sedan 1948, fick en hjärtinfarkt 1973 och ett slaganfall 1983. För att säkerställa att en yngre generations ledare skulle efterträda honom överförde Hoxha 1981 delar av sina maktbefogenheter till sin utsedde efterträdare Ramiz Alia, samtidigt som han i en sista av ett flertal utrensningar lät fängsla och avrätta ett större antal ledande partifunktionärer och byråkrater. Bland offren fanns hans mångårige vän och regeringschef sedan mer än 30 år, Mehmet Shehu. Hoxha avled 1985 och efterföljdes av Alia. Alia utlyste sju dagars landssorg i Albanien och höll tal vid en minneshögtid för Hoxha på Skanderbegtorget, utan utländska gäster i enlighet med Hoxhas önskan.
Hoxha begravdes på den så kallade Martyrernas gravplats, som ligger på en kulle i huvudstaden Tirana. Kistan med hans kvarlevor flyttades 1992 till en allmän kyrkogård i en av Tiranas förorter, liksom kvarlevor av andra kommunistiska ledare, i en symbolisk uppgörelse med kommunistregimen.
Litet var känt om Hoxhas privatliv i samtiden. Makan Nexhmije Hoxha (1921–2020) med öknamnet Tiranas svarta änka hade flera partiuppgifter och offentliga positioner. Hon övertog ledarskapet över Demokratiska fronten efter makens död. De hade sönerna Ilir och Sokol och dottern Pranvera, men ingen av dem spelade en betydande politisk roll. Dottern och svärsonen är arkitekter som har ritat Enver Hoxha-museet, den så kallade Pyramiden, som invigdes 1988. Efter regimens fall har den förfallna byggnaden föreslagits för rivning. Ilir Hoxha utgav 1998 en bok om sin far med memoarer, korrespondenser och pressklipp. Enver Hoxha framställdes som asketisk, men familjen levde i verkligheten ett lyxliv. Nexhmije Hoxha skrev också en biografi om honom.
Efter Hoxhas död blev hans änka Nexhmije Hoxha, som även var politiskt aktiv, efter kommunismens fall 1991 åtalad för korruption under sin mans regim och satt i fängelse i fem år. En rad andra kommunistiska politiker i ledande ställning blev också ställda inför rätta.